# منتخب كوريا الشمالية لكرة السلة للسيدات
منتخب كوريا الشمالية لكرة السلة للسيدات  هو ممثل كوريا الشمالية الرسمي في المنافسات الدولية في كرة السلة للسيدات
.